# Света Недеља (Кожани)
Света Недеља (грч. Αγία Κυριακή, Аја Киријаки) је насељено место у општини Кожани у периферији Западна Македонија, Грчка. Према попису из 2021. године био је 51 становник.
Насеље је подигнуто седамдесетих година 20. века и први пут се помиње на попису из 1981. године са 24 становника.